# Chris Stapleton
Christopher Alvin "Chris" Stapleton, född 15 april 1978 i Lexington i Kentucky, är en amerikansk singer-songwriter, gitarrist och skivproducent, bosatt i Nashville. 

## Biografi
Stapleton föddes i Lexington, Kentucky, men växte upp i Staffordsville i samma delstat. Stapleton gick vid Johnson Central High School och påbörjade därefter ingenjörsstudier på Vanderbilt University i Nashville, men hoppade av dessa studier efter ett år för att fokusera mer på sin musikkarriär. Han har därefter haft ett skivkontrakt med Sea Gayle Music, där han både har skrivit och publicerat sin musik.
Stapleton är gift med singer-songwritern Morgane Stapleton (född Hayes). Makarna har fyra söner, varav ett tvillingpar, och en dotter tillsammans.

## Diskografi

### Album
- 2015 – Traveller
- 2017 – From A Room: Volume 1
- 2017 – From A Room: Volume 2
- 2020 – Starting Over